# Thomisus kalaharinus
Thomisus kalaharinus es una especie de araña cangrejo del género Thomisus, familia Thomisidae. Fue descrita científicamente por Lawrence en 1936.

## Distribución
Esta especie se encuentra en África y Yemen.